# Derendingen
Derendingen é uma comuna da Suíça, situada no distrito de Wasseramt, no cantão de Soleura. Tem 5,62 km² de área e sua população em 2018 foi estimada em 6.483 habitantes.